# On the Dancefloor
«On the Dancefloor» es una canción realizada por el disc jockey francés David Guetta con la colaboración del cantante estadounidense will.i.am y el rapero apl.de.ap. Incluida en el álbum de Guetta, One Love. Fue lanzada en 2009, como descarga digital a través de iTunes.

## Lista de canciones
| Descarga digital |                                      |          |  |
| N.º              | Título                               | Duración |  |
| 1.               | «On the Dancefloor» (Deluxe version) | 3:46     |  |